# Liste des récipiendaires de l'Ordre des arts et des lettres du Québec
Voici la liste des récipiendaires de l'Ordre des arts et des lettres du Québec, une distinction honorifique remise depuis 2015 par le Conseil des arts et des lettres du Québec. Au cours d'une cérémonie annuelle, les récipiendaires reçoivent le titre de Compagne ou Compagnon des arts et des lettres du Québec.

## 2015
- David Altmejd
- Denys Arcand
- Godefroy Maurice Cardinal
- Melvin Charney
- Marie Chouinard
- Leonard Cohen
- Clémence Desrochers
- Xavier Dolan
- Réjean Ducharme
- Marie-Hélène Falcon
- Liza Frulla
- Jean-Claude Germain
- Oliver Jones
- Marie Laberge
- Dany Lafferière
- Phyllis Lambert
- Ginette Laurin
- Louise Lecavalier
- Michel Lemieux
- Louise Lemieux Bérubé
- Robert Lepage
- Gilles Maheu
- Jovette Marchessault
- Monique Mercure
- Guy Morin
- Yannick Nézet-Séguin
- Alanis Obomsawin
- Élise Paré-Tousignant
- Fred Pellerin
- Victor Pilon
- Luc Plamondon
- Guy Rodgers
- William St-Hilaire
- Françoise Sullivan
- Michel Tremblay

## 2016
- Marie-Claire Blais
- Marie Brassard
- Madeleine Careau
- Jacqueline Desmarais
- Jean-Pierre Ferland
- Bernard Labadie
- Guy Laliberté
- Marie-Nicole Lemieux
- Rita Letendre
- Édouard Lock
- Rafael Lozano-Hemmer
- Anna McGarrigle
- André Melançon
- Moshe Safdie
- Gilles Sainte-Croix
- Janine Sutto
- Denis Villeneuve
- Gilles Vigneault

## 2017
- Pierre Lassonde
- Yvon Deschamps
- Kim Yaroshevskaya
- Denise Filiatrault
- Régine Chassagne
- Win Butler
- Michel Dallaire
- René Derouin
- Roger Frappier
- Phoebe Greenberg
- Michel Rabagliati
- Diane Dufresne
- Florent Vollant
- Kent Nagano
- Charles Richard Hamelin
- Vincent Warren
- Lorraine Pintal
- Jacques Brault

## 2018
- Joséphine Bacon
- Manon Barbeau
- Victor-Lévy Beaulieu
- Nicole Brossard
- Fernand Dansereau
- Angèle Dubeau
- André Gagnon
- Mattiusi Iayituk
- Roland Lepage
- André Ménard
- Ginette Noiseux
- Jeannot Painchaud
- Constance Pathy
- John Porter
- Jeanne Renaud
- Alain Simard
- Yves Sioui Durand
- Jana Sterbak
- Armand Vaillancourt
- Jean-Marc Vallée

## 2019
- Alain Paré
- Nadia Myre
- Céline Dion
- Alan Côté
- Daniela Arendasova
- Paul-André Fortier
- Zab Maboungou
- Rodney Saint-Éloi
- Peter Simons
- André Dudemaine
- Michel Marc Bouchard
- Suzanne Lebeau
- Françoise Faucher
- Brigitte Haentjens
- Pierre Thibault
- Kim Thúy
- Serge Fiori

## 2021
- Anik Bissonnette
- André Brassard
- Robert Charlebois
- Dena Davida
- Michel de la Chenelière
- Sophie Deraspe
- Louise Déry
- François Girard
- Jacques Godin
- Claire Guimond
- Elisapie Isaac
- Kinya Ishikawa
- Denis Marleau
- Alain Mongeau
- Joseph Nakhlé
- Jacques Primeau
- Jocelyne Saucier
- Gabor Szilasi

## 2022
- André Laliberté
- Dulcinée Langfelder
- Eudore Belzile
- Gaston Bellemare
- Jan Rok Achard
- Louise Forestier
- Michel Jean
- Michel Rivard
- Mohamed Lamine Touré
- Tivi Etok
- Walter Boudreau
- Monique Savoie

## 2023
- Paule Baillargeon
- Lucie Boissinot
- Shana Carroll
- René Richard Cyr
- Louis Dallaire
- Michèle Lapointe
- Ranee Lee
- Jacques Matte
- Caroline Monnet
- Guy Parent
- Jocelyn Robert
- Richard Séguin
- Larry Tremblay

## 2024
- Hélène Dorion
- Claude Dubois
- André Forcier
- Linda Gaboriau
- Rosie Godbout
- Michel Goulet
- Alice Ming Wai Jim
- Menka Nagrani
- Susie Napper
- Louise Sicuro
- Roland Smith
- William Tagoona
- Les Cowboys fringants : Marie-Annick Lépine, Jérôme Dupras, Jean-François Pauzé, Karl Tremblay